# Cosmopterix

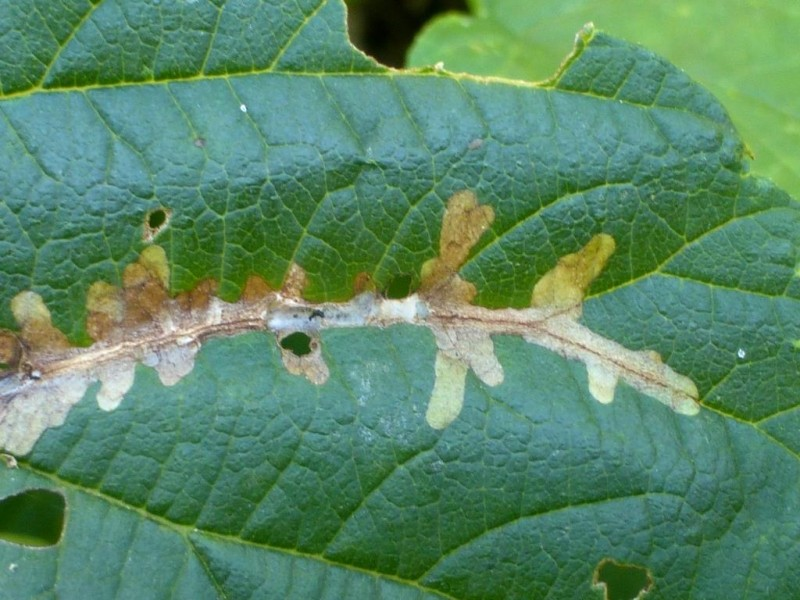
Mina causada por Cosmopterix zieglerella

Cosmopterix es un género numeroso de polillas de la familia Cosmopterigidae.

## Descripción

### Adulto
Son polillas pequeñas con alas de 3 a 6,5 mm de largo. La cabeza tiene escamas suaves.

## Biología
Las larvas son minadores de hojas de una gran diversidad de plantas herbáceas de las familias Asteraceae, Cannabaceae, Convolvulaceae, Cyperaceae, Poaceae, Fabaceae, Urticaceae. Algunas especies se especializan en unas pocas especies o una sola especie.
En alguna especies las larvas se trasladan a otra mina, lo cual no es común entre minadores que en general completan su desarrollo en una sola mina. En algunas especies la larva construye un túnel de seda dentro de la mina donde se oculta para descansar o cuando se ve en peligro.
En climas más fríos las especies tienen una sola generación por año, y pasan el invierno en estadio larvario dentro de un capullo o fuera de la mina. La pupa se forma en la primavera. En climas más templados puede haber más de una generación, que se superponen.
En los adultos de Cosmopterix gomezpompai se ha observado un movimiento de rotación. La larva va a la superficie superior de la hoja y hace movimientos circulares. Cuando se pone en contacto con algo desusado, el movimiento se hace más lento y se concentra en ese punto. Parece que se alimenta de manchas oscuras, tal vez feces de aves en las hojas. Parecería que se trata de un comportamiento de búsqueda de alimento. Este comportamiento también se ha observado en Cosmopterix pulchrimella en Grecia, pero no relacionado con alimentación. También en Cosmopterix victor. 

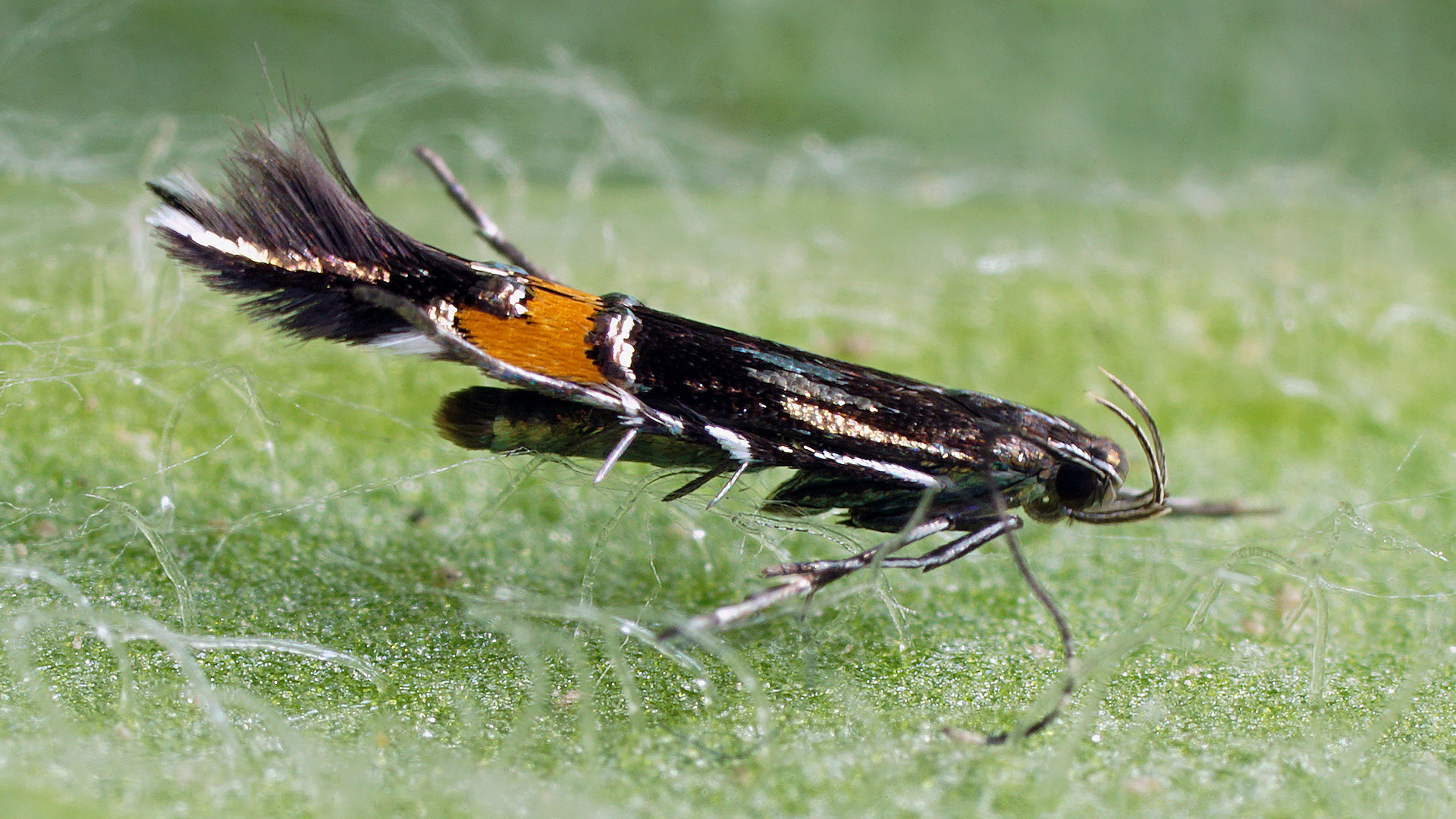
Cosmopterix sibirica.

## Especies seleccionadas
- Cosmopterix abnormalis Walsingham, 1897
- Cosmopterix aculeata Meyrick, 1909
- Cosmopterix acutivalva Kuroko, 1987
- Cosmopterix adrastea Koster, 2010
- Cosmopterix albicaudis Meyrick, 1932
- Cosmopterix amalthea Koster, 2010
- Cosmopterix anadoxa Meyrick, 1909
- Cosmopterix ananke Koster, 2010
- Cosmopterix ancalodes Meyrick, 1909
- Cosmopterix ancistraea Meyrick, 1913
- Cosmopterix angoonae Kuroko, 1987
- Cosmopterix antemidora Meyrick, 1909
- Cosmopterix antichorda Meyrick, 1909
- Cosmopterix aphranassa Meyrick, 1926
- Cosmopterix argentifera Koster, 2010
- Cosmopterix argentitegulella Sinev, 1985
- Cosmopterix artifica Meyrick, 1909
- Cosmopterix asiatica Stainton, 1859
- Cosmopterix asignella Sinev, 1988
- Cosmopterix astrapias Walsingham, 1909
- Cosmopterix asymmetrella Sinev, 1993
- Cosmopterix athesiae Huemer & Koster 2006
- Cosmopterix attenuatella Walker, 1864
- Cosmopterix aurella Bradley, 1959
- Cosmopterix aurotegulae Koster, 2010
- Cosmopterix bacata Hodges, 1962
- Cosmopterix bactrophora Meyrick, 1908
- Cosmopterix baihashanella Kuroko & Y.Q. Liu, 2005
- Cosmopterix bambusae Meyrick, 1917
- Cosmopterix basilisca Meyrick, 1909
- Cosmopterix beckeri Koster, 2010
- Cosmopterix belonacma Meyrick, 1909
- Cosmopterix bichromella Sinev & Park, 1994
- Cosmopterix bifidiguttata Kuroko & Y.Q. Liu, 2005
- Cosmopterix brachyclina Meyrick, 1933
- Cosmopterix brevicaudella Kuroko & Y.Q. Liu, 2005
- Cosmopterix callichalca Meyrick, 1922
- Cosmopterix callinympha Meyrick, 1913
- Cosmopterix calliochra Turner, 1926
- Cosmopterix callisto Koster, 2010
- Cosmopterix calypso Meyrick, 1919
- Cosmopterix carpo Koster, 2010
- Cosmopterix catharacma Meyrick, 1909
- Cosmopterix chalcelata Turner, 1923
- Cosmopterix chaldene Koster, 2010
- Cosmopterix chalupae Koster, 2010
- Cosmopterix chalybaeella Walsingham, 1889
- Cosmopterix chasanica Sinev, 1985
- Cosmopterix chisosensis Hodges, 1978
- Cosmopterix chlorochalca Meyrick, 1915
- Cosmopterix chlorochalca Meyrick, 1915
- Cosmopterix chrysobela Meyrick, 1928
- Cosmopterix chrysocrates Meyrick, 1919
- Cosmopterix circe Meyrick, 1921
- Cosmopterix citrinopa Meyrick, 1915
- Cosmopterix clandestinella Busck, 1906
- Cosmopterix clemensella Stainton, 1860
- Cosmopterix cleophanes Meyrick, 1937
- Cosmopterix cognita Walsingham, 1891
- Cosmopterix complicata Kuroko, 1987
- Cosmopterix coryphaea Walsingham, 1908
- Cosmopterix crassicervicella Chretien, 1896
- Cosmopterix cuprea Lower, 1916
- Cosmopterix cyclopaea Meyrick, 1909
- Cosmopterix dacryodes Meyrick, 1911
- Cosmopterix damnosa Hodges, 1962
- Cosmopterix dapifera Hodges, 1962
- Cosmopterix delicatella Walsingham, 1889
- Cosmopterix diandra Clarke, 1986
- Cosmopterix diaphora Walsingham, 1909
- Cosmopterix diplozona Meyrick, 1921
- Cosmopterix dulcivora Meyrick, 1919
- Cosmopterix ebriola Hodges, 1962
- Cosmopterix emmolybda Meyrick, 1914
- Cosmopterix epismaragda Meyrick, 1932
- Cosmopterix epizona Meyrick, 1897
- Cosmopterix erasmia Meyrick, 1915
- Cosmopterix erethista Meyrick, 1909
- Cosmopterix erinome Koster, 2010
- Cosmopterix ermolaevi Sinev, 1985
- Cosmopterix etmylaurae Koster, 2010
- Cosmopterix euanthe Koster, 2010
- Cosmopterix eukelade Koster, 2010
- Cosmopterix euporie Koster, 2010
- Cosmopterix facunda Hodges, 1978
- Cosmopterix feminella Sinev, 1988
- Cosmopterix fernaldella Walsingham, 1882
- Cosmopterix flava Sinev, 1986
- Cosmopterix flavidella Kuroko, 2011
- Cosmopterix floridanella Beutenmüller, 1889
- Cosmopterix fulminella Stringer, 1930
- Cosmopterix galapagosensis Landry, 2001
- Cosmopterix ganymedes Koster, 2010
- Cosmopterix geminella Sinev, 1985
- Cosmopterix gemmiferella Clemens, 1860
- Cosmopterix gielisorum Koster, 2010
- Cosmopterix glaucogramma Meyrick, 1934
- Cosmopterix gloriosa Meyrick, 1922
- Cosmopterix gomezpompai Koster, 2010
- Cosmopterix gracilis Sinev, 1985
- Cosmopterix gramineella Kuroko, 1987
- Cosmopterix hamifera Meyrick, 1909
- Cosmopterix harpalyke Koster, 2010
- Cosmopterix heliactis Meyrick, 1897
- Cosmopterix helike Koster, 2010
- Cosmopterix hermippe Koster, 2010
- Cosmopterix hieraspis Meyrick, 1924
- Cosmopterix himalia Koster, 2010
- Cosmopterix holophracta Meyrick, 1909
- Cosmopterix inaugurata Meyrick, 1922
- Cosmopterix infundibulella Sinev, 1988
- Cosmopterix ingeniosa Meyrick, 1909
- Cosmopterix inopis Hodges, 1962
- Cosmopterix interfracta Meyrick, 1922
- Cosmopterix io Koster, 2010
- Cosmopterix iocaste Koster, 2010
- Cosmopterix iphigona Meyrick, 1915
- Cosmopterix irrubricata Walsingham, 1909
- Cosmopterix isoteles Meyrick, 1919
- Cosmopterix isotoma Meyrick, 1915
- Cosmopterix issikiella Kuroko, 1957
- Cosmopterix javanica Kuroko, 2011
- Cosmopterix jiangxiella Kuroko & Y.Q. Liu, 2005
- Cosmopterix karsholti Koster, 2010
- Cosmopterix kerzhneri Sinev, 1982
- Cosmopterix kurilensis Sinev, 1985
- Cosmopterix kurokoi Sinev, 1985
- Cosmopterix kuznetzovi Sinev, 1988
- Cosmopterix laetifica Meyrick, 1909
- Cosmopterix laetificoides Sinev, 1993
- Cosmopterix langmaidi Koster, 2010
- Cosmopterix latilineata Kuroko, 1987
- Cosmopterix lautissimella Amsel, 1968
- Cosmopterix lespedezae Walsingham, 1882
- Cosmopterix licnura Meyrick, 1909
- Cosmopterix lienigiella Zeller, 1846
- Cosmopterix ligyrodes Meyrick, 1915
- Cosmopterix longilineata Kuroko, 1987
- Cosmopterix longivalvella Kuroko & Y.Q. Liu, 2005
- Cosmopterix lummyae Koster, 2010
- Cosmopterix lungsuana Kuroko, 2008
- Cosmopterix luteoapicalis Sinev, 2002
- Cosmopterix lysithea Koster, 2010
- Cosmopterix macroglossa Meyrick, 1913
- Cosmopterix macrula Meyrick, 1897
- Cosmopterix madeleinae Landry, 2001
- Cosmopterix magophila Meyrick, 1919
- Cosmopterix manipularis Meyrick, 1909
- Cosmopterix margaritae Kuroko, 2011
- Cosmopterix maritimella Sinev, 1985
- Cosmopterix melanarches Meyrick, 1928
- Cosmopterix metis Koster, 2010
- Cosmopterix minutella Beutenmüller, 1889
- Cosmopterix mneme Koster, 2010
- Cosmopterix molybdina Hodges, 1962
- Cosmopterix montisella Chambers, 1875
- Cosmopterix mystica Meyrick, 1897
- Cosmopterix nanshanella Kuroko & Y.Q. Liu, 2005
- Cosmopterix navarroi Koster, 2010
- Cosmopterix neodesma Meyrick, 1915
- Cosmopterix nieukerkeni Koster, 2010
- Cosmopterix nishidai Koster, 2010
- Cosmopterix nitens Walsingham, 1889
- Cosmopterix nonna Clarke, 1986
- Cosmopterix nyctiphanes Meyrick, 1915
- Cosmopterix ochleria Walsingham, 1909
- Cosmopterix omelkoi Sinev, 1993
- Cosmopterix opulenta Braun, 1919
- Cosmopterix orichalcea Stainton, 1861
- Cosmopterix ornithognathosella Mey, 1998
- Cosmopterix orthosie Koster, 2010
- Cosmopterix oxyglossa Meyrick, 1909
- Cosmopterix pallifasciella Snellen, 1897
- Cosmopterix paltophanes Meyrick, 1909
- Cosmopterix panayella Mey, 1998
- Cosmopterix panopla Meyrick, 1909
- Cosmopterix pararufella Riedl, 1976
- Cosmopterix pentachorda Meyrick, 1915
- Cosmopterix phaeogastra Meyrick, 1917
- Cosmopterix phaesphora Turner, 1923
- Cosmopterix phyladelphella Sinev, 1985
- Cosmopterix phyllostachysea Kuroko, 1975
- Cosmopterix pimmaarteni Koster, 2010
- Cosmopterix plesiasta Meyrick, 1919
- Cosmopterix plumbigutella Kuroko, 1987
- Cosmopterix pocsi Sinev, 1988
- Cosmopterix praxidike Koster, 2010
- Cosmopterix pseudomontisella Sinev, 1988
- Cosmopterix pulchrimella Chambers, 1875
- Cosmopterix pustulatella Snellen, 1897
- Cosmopterix pyrozela Meyrick, 1922
- Cosmopterix quadrilineella Chambers, 1878
- Cosmopterix rhyncognathosella Sinev, 1985
- Cosmopterix rumakomi Kuroko, 1987
- Cosmopterix salahinella Chretien, 1907
- Cosmopterix saltensis Koster, 2010
- Cosmopterix sapporensis Matsumura, 1931
- Cosmopterix scaligera Meyrick, 1909
- Cosmopterix schmidiella Frey, 1856
- Cosmopterix schouteni Koster, 2010
- Cosmopterix scirpicola Hodges, 1962
- Cosmopterix scribaiella Zeller, 1850
- Cosmopterix semnota Meyrick, 1914
- Cosmopterix setariella Sinev, 1985
- Cosmopterix sharkovi Sinev, 1988
- Cosmopterix sibirica Sinev, 1985
- Cosmopterix sichuanella Kuroko & Y.Q. Liu, 2005
- Cosmopterix similis Walsingham, 1897
- Cosmopterix sinelinea Hodges, 1978
- Cosmopterix spiculata Meyrick, 1909
- Cosmopterix splendens Sinev, 1985
- Cosmopterix subsplendens Sinev, 1988
- Cosmopterix tabellaria Meyrick, 1908
- Cosmopterix taygete Koster, 2010
- Cosmopterix teligera Meyrick, 1915
- Cosmopterix tenax Meyrick, 1915
- Cosmopterix tetrophthalma Meyrick, 1921
- Cosmopterix thebe Koster, 2010
- Cosmopterix thelxinoe Koster, 2010
- Cosmopterix themisto Koster, 2010
- Cosmopterix thrasyzela Meyrick, 1915
- Cosmopterix thyone Koster, 2010
- Cosmopterix toraula Meyrick, 1911
- Cosmopterix transcissa Meyrick, 1914
- Cosmopterix trifasciella Koster, 2010
- Cosmopterix trilopha Meyrick, 1922
- Cosmopterix turbidella Rebel, 1896
- Cosmopterix vanderwolfi Koster, 2010
- Cosmopterix vexillaris Meyrick, 1909
- Cosmopterix victor Stringer, 1930
- Cosmopterix wongsirii Kuroko, 1987
- Cosmopterix xanthura Walsingham, 1909
- Cosmopterix xuthogastra Meyrick, 1910
- Cosmopterix yvani Landry, 2001
- Cosmopterix zathea Meyrick, 1917
- Cosmopterix zenobia Meyrick, 1921
- Cosmopterix zieglerella Hubner, 1810